# 아브라함 계곡
아브라함 계곡(Vale Abraao, Abraham Valley)은 스위스에서 제작된 마노엘 드 올리베이라 감독의 1993년 드라마 영화이다. 귀스타브 플로베르의 소설 《보바리 부인》을 부분적으로 각색하였다. 레오노르 실베이라 등이 주연으로 출연하였고 파울로 브랑코 등이 제작에 참여하였다.

## 출연

### 주연
- 레오노르 실베이라
- 세실 산즈 데 알바

### 조연
- 루이스 미구엘 신트라
- 루이스 리마 바레토
- 디오고 도리아